# Governo İnönü I
Il governo İnönü I è stato il primo governo formato nella storia della Turchia.
In realtà ci furono altri cinque governi prima di questo dal 23 aprile 1920 al 29 ottobre 1923 ma dato che la Repubblica di Turchia fu proclamata solo in quest'ultima data, la numerazione dei governi turchi iniziò a partire da questo.
Mustafa Kemal Atatürk divenne il primo presidente della neonata Turchia e affidò a İnönü l'incarico di formare il nuovo governo, formato unicamente dal Partito Popolare Repubblicano in quanto non esistevano ancora altri partiti politici. Per questo il governo ottenne tutti i 333 seggi del primo Parlamento turco.
Il Ministero della Shari'a, un residuo dell'Impero ottomano e il Ministero dello Stato maggiore, un ministero temporaneo attivo durante la Guerra d'indipendenza turca, furono aboliti il 3 marzo 1924 e İsmet İnönü si dimise per formare il nuovo governo.

## Governo
| Titolo                          | Nome         | Partito                       | Note |
| ------------------------------- | ------------ | ----------------------------- | ---- |
| Primo Ministro                  | İsmet İnönü  | Partito Popolare Repubblicano |      |
| Ministro della Giustizia        | Seyit        |                               |      |
| Ministro della Difesa nazionale | Kâzım Özalp  | Partito Popolare Repubblicano |      |
| Ministro della Salute           | Refik Saydam | Partito Popolare Repubblicano |      |
| Ministro dell'Economia          | Hasan Saka   | Partito Popolare Repubblicano |      |